# Система оподаткування
Систе́ма оподаткува́ння — сукупність податків, зборів, інших обов'язкових платежів до бюджетів і внесків до державних цільових фондів, що справляються в установленому Податковим кодексом порядку.

## Системи класифікації та види систем оподаткування
Системи оподаткування можна класифікувати за багатьма ознаками та принципами.
Системи оподаткування за визначеність суми податків:
обкладне оподаткування — податки сплачуються в залежності від доходу, власності і т. ін., сума платежу формується знизу і загальна кількість зібраних коштів є лише прогнозованою, саме ця система панує зараз у світі;
розкладне оподаткування — спершу визначається сума яку слід зібрати, а потім її «розкладають» на платників за певними правилами, була дуже поширена в давнину, але зараз майже не зустрічається.